# Aliou Badji
Aliou Badji (10 ottobre 1997) è un calciatore senegalese, attaccante del Sivasspor.

## Caratteristiche tecniche
Il direttore sportivo del Djurgården, Bosse Andersson, lo ha descritto come un attaccante potente, abile di testa e con fiuto del gol.

## Carriera

### Club
Badji ha iniziato a giocare in Senegal, nel Casa Sports.
Le sue prestazioni con la nazionale giovanile hanno suscitato l'interesse da parte degli osservatori del Djurgården, squadra della capitale svedese Stoccolma, che sono volati in Africa per visionarlo anche in campionato e per trattare il suo acquisto.
Il 31 gennaio 2017, Badji è diventato ufficialmente un giocatore del Djurgården con un contratto di quattro anni. Al suo primo anno nel campionato svedese ha collezionato 20 presenze, segnando tre reti: una all'Östersund alla 16ª giornata, una all'AFC Eskilstuna una settimana più tardi nella sua prima gara da titolare, e infine la rete che ha determinato il definitivo 1-1 nel derby esterno contro l'AIK. Al termine dell'Allsvenskan 2018 è stato il miglior marcatore della squadra con 8 reti, seppur in coabitazione con Tino Kadewere il quale era stato ceduto a metà stagione.
Nel gennaio 2019 era prossimo ad essere ceduto ai cinesi dell'Hebei China Fortune per quella che sarebbe stata la cessione più remunerativa nella storia del Djurgården (circa 50 milioni di corone, poco meno di 5 milioni di euro) ma il giocatore ha rifiutato il trasferimento poiché non lo vedeva come un bene per la propria carriera futura. Poche settimane più tardi, il 6 febbraio, quando la stagione svedese 2019 doveva ancora iniziare, è passato a titolo definitivo agli austriaci del Rapid Vienna per circa 20 milioni di corone.
Con il Rapid ha disputato la seconda parte del campionato austriaco 2018-2019 e la prima del campionato 2019-2020, poi il 16 gennaio 2020 è stato ceduto agli egiziani dell'Al-Ahly per una cifra riportata di poco più di 2 milioni di euro.
Al debutto in campionato con il club del Cairo, il 6 febbraio 2020, Badji ha siglato il gol del pareggio nella trasferta contro il Pyramids poi vinta 2-1. Nel gennaio 2021, a circa un anno dal suo arrivo, il giocatore è stato girato in prestito ai turchi dell'Ankaragücü fino all'estate seguente. A luglio è stato protagonista di un nuovo prestito, questa volta all'Amiens nella Ligue 2 francese.

### Nazionale
Con il Senegal Under-20, Badji è stato convocato per la Coppa d'Africa di categoria del 2017. In questa competizione ha realizzato il gol che ha deciso la semifinale contro i pari età della Guinea, ma ad aggiudicarsi la coppa sono stati poi i padroni di casa dello Zambia. Nello stesso anno, Badji ha disputato anche i Mondiali Under-20 in Corea del Sud, senza però entrare nel tabellino dei marcatori.

## Statistiche

### Presenze e reti nei club
Statistiche aggiornate al 31 ottobre 2023.
| Stagione            | Squadra             | Campionato          | Campionato | Campionato | Coppe nazionali | Coppe nazionali | Coppe nazionali | Coppe continentali | Coppe continentali | Coppe continentali | Altre coppe | Altre coppe | Altre coppe | Totale | Totale | Totale |
| Stagione            | Squadra             | Comp                | Pres       | Reti       | Comp            | Pres            | Reti            | Comp               | Pres               | Reti               | Comp        | Pres        | Reti        | Pres   | Reti   |        |
| ------------------- | ------------------- | ------------------- | ---------- | ---------- | --------------- | --------------- | --------------- | ------------------ | ------------------ | ------------------ | ----------- | ----------- | ----------- | ------ | ------ | ------ |
| 2017                | Djurgården          | A                   | 20         | 3          |                 | -               | -               |                    | -                  | -                  | -           | -           | -           | 20     | 3      |        |
| 2018-feb 2019       | Djurgården          | A                   | 28         | 8          | CS              | 4               | 2               | UEL                | 2                  | 2                  | -           | -           | -           | 34     | 12     |        |
| Totale Djurgården   | Totale Djurgården   | Totale Djurgården   | 48         | 11         |                 | 4               | 2               |                    | 2                  | 2                  |             | -           | -           | 54     | 15     |        |
| feb.-giu. 2019      | Rapid Vienna        | BL                  | 13+3       | 5+1        | CA              | 2               | 0               | UEL                | 0                  | 0                  | -           | -           | -           | 18     | 6      |        |
| 2019-gen. 2020      | Rapid Vienna        | BL                  | 16         | 3          | CA              | 0               | 0               | -                  | -                  | -                  | -           | -           | -           | 16     | 3      |        |
| Totale Rapid Vienna | Totale Rapid Vienna | Totale Rapid Vienna | 29+3       | 8+1        |                 | 2               | 0               |                    | 0                  | 0                  |             | -           | -           | 34     | 9      |        |
| gen.-giu. 2020      | Al-Ahly             | PL                  | 18         | 4          | CE              | 2               | 0               | CCL                | 4                  | 0                  | SE          | 1           | 0           | 25     | 4      |        |
| Totale Al-Ahly      | Totale Al-Ahly      | Totale Al-Ahly      | 18         | 4          |                 | 2               | 0               |                    | 4                  | 0                  |             | 1           | 0           | 25     | 4      |        |
| gen.-giu. 2021      | Ankaragücü          | SL                  | 13         | 3          |                 | -               | -               | -                  | -                  | -                  | -           | -           | -           | 13     | 3      |        |
| 2021-2022           | Amiens              | L2                  | 26         | 13         | CF              | 5               | 1               | -                  | -                  | -                  | -           | -           | -           | 31     | 14     |        |
| ago. 2022           | Amiens              | L2                  | 3          | 0          |                 | -               | -               | -                  | -                  | -                  | -           | -           | -           | 3      | 0      |        |
| Totale Amiens       | Totale Amiens       | Totale Amiens       | 29         | 13         |                 | 5               | 1               |                    | -                  | -                  |             | -           | -           | 34     | 14     |        |
| set. 2022-2023      | Bordeaux            | L2                  | 29         | 4          | CF              | 3               | 1               | -                  | -                  | -                  | -           | -           | -           | 32     | 5      |        |
| 2023-2024           | Bordeaux            | L2                  | 10         | 0          | CF              | -               | -               | -                  | -                  | -                  | -           | -           | -           | 10     | 0      |        |
| Totale Bordeaux     | Totale Bordeaux     | Totale Bordeaux     | 39         | 4          |                 | 3               | 1               |                    | -                  | -                  |             | -           | -           | 42     | 5      |        |
| Totale carriera     | Totale carriera     | Totale carriera     | 184        | 44         |                 | 16              | 4               |                    | 6                  | 2                  |             | 1           | 0           | 207    | 50     |        |

## Palmarès

### Club

#### Competizioni nazionali
- Coppa di Svezia: 1

Djurgården: 2017-2018
- Campionato egiziano: 1

Al-Ahly: 2019-2020
- Coppa d'Egitto: 1

Al-Ahly: 2019-2020

#### Competizioni internazionali
- CAF Champions League: 1

Al-Ahly: 2019-2020

### Nazionale
- Torneo dell'UEMOA: 1

Togo 2016